# Širjenje Združenih držav Amerike
Združene države Amerike so se v 19. stoletju razvile iz nerazvite poljedelske države v industrijsko velesilo. Naraščanje števila prebivalstva (gospodarsko in ozemeljsko napredovanje), je do 1900 izoblikovalo razgibano, etnično raznoliko republiko, ki je segala od Atlantskega do Tihega oceana.
Sama preobrazba pa ni potekala povsem gladko. Poleg težav, ki so spremljale velikanske družbene premike, so se ZDA sredi stoletja soočile tudi z nasprotji v državi zaradi suženjstva in pravic posameznih zveznih držav, ki so grozila, da bodo uničila Unijo. Sam spor je vodil h krvavi državljanski vojni med Severom in Jugom, v kateri je zmagal industrializirani Sever.

## Zgodnje obdobje
Čeprav je velika večina Američanov z zadovoljstvom sprejela nastanek močnejše osrednje vlade 1787, je prvotno enotnost, ki jo je prinesla ustava, hitro spodkopal spor zaradi same prihodnosti države. Federalisti, simpatizerji ministra za finance Alexandra Hamiltona, so zahtevali dober finančni sistem, ki bo prinesel kapital v industrijo in trgovino. Na drugi strani pa so demokratski republikanci, simpatizerji predsednika Thomasa Jeffersona, zagovarjali kmetijsko gospodarstvo, v katerem bi posamezne države preprečevale pretirano moč zveznih oblasti.
Ameriške želje po osvojitvi Kanade in napadalna britanska gospodarska politika so leta 1812 pripeljale do druge vojne med državama. Vse skupaj se je vleklo do 1814, vendar se je zaključil z vojaško neodločeno pozicijo. Novoangleški federalisti so se spogledovali tudi z izdajo in tako pripomogli k pospešenemu razpadu svoje stranke. Sredi 30. let 19. st. je večina Jeffersonovih pristašev prestopila v novo, Jugu naklonjeno demokratsko stranko predsednika Andrewa Jacksona, ki je podpirala idejo o razširjenju ZDA prek celotne Severne Amerike

## Širjenje na zahod
Kljub industrijski rasti (gradnja prekopov in železnic po 1825), so bile ZDA ob koncu državljanske vojne še vedno država z razvitim kmetijstvom. Življenjski cilj številnih Američanov je bil, da bi imeli svojo lastno kmetijo. Zato se je v 19. st. množično selilo na zahod, saj jih je vabilo dejstvo, da se bodo lahko naselili na plodni zemlji misisipijskega bazena in ob tihomorski obali. Sam proces pa je povzročil preseljevanje večine prvotnih plemen v oddaljena, gospodarsko nerazvita mesta - rezervate.

## Vprašanje ozemlja in suženjstvo
Odkritje boljšega stroja za odstranjevanje semen iz bombaža ter nakup ozemlja Louisiane, ki ga je od Napoleona odkupil predsednik Jefferson za 11.5 milijona dolarjev, je pripomoglo h gojenju bombaža globlje na jugozahod in povečalo potrebo po sužnjih za obdelovanje samih plantaž.
Kljub širjenju domačega gibanja za odpravo suženjstva, večina severnjakov ni želela ogroziti Unije s protestom proti suženjstvu. Vendar je ameriška vojaška zmaga nad Mehiko priborila širok ozemeljski pas in sprožila debate o tem ali naj na novih ozemljih prepovedo suženjstvo. Kongres je 1854 sprejel zakon o Nebraski in Kansasu, s katerim je razveljavil prepoved suženjstva na severo-zahodu države. S tem zakonom so vsa na novo pridobljena ozemlja odkrito odprli suženjski delovni sili, vročekrvneži s  Severa in Juga pa so se zato, da bi iz Kansasa naredili državo, zapletli v gverilsko vojno.
Kriza se je poglabljala, kajti vladajoči južnaški razred plantažnikov je v očeh severnjakov ogrožal njihovo lastno svobodo in tako so začeli voliti novo republikansko stranko. Ta organizacija je zahtevala zvezno prepoved suženjstva. Na drugi strani pa so bili južnjaki prepričani, da njihovo na sužnjih zasnovano družbo ogrožajo borci za odpravo suženjstva. Ko se je demokratska stranka zaradi suženjskega vprašanja razdelila na dve struji - severno in južno, je 1860 republikanski kandidat Abraham Lincoln zmagal na predsedniških volitvah. Sedem držav skrajnega Juga se je na to odzvalo tako, da se je odcepilo (secesija) od Unije in ustanovitvijo neodvisne Konfederacije.
Ko so konfederalisti aprila 1861 pri trdnjavi Sumter v Južni Karolini bombardirali zvezne čete, je večina Američanov sklepala da bo boj kratkotrajen. Vendar so se motili. Jug je kljub neugodnejšemu položaju zdržal še štiri leta. V tej prvi veliki sodobni vojni v zgodovini je umrlo 600 000 mož, tako belcev kot črncev.

## Obnova
Zmaga Severa v državljanski vojni je ohranila Unijo ter prineslo prepoved suženjstva. Prinesla pa je tudi nove težave. Kako naj se Jug znova vklopi v zvezno državo in kaj naj storijo s 4 milijoni nekdanjih sužnjev?
Republikanski radikalci so upali, da se jim bo po umoru Lincolna 14. aprila 1865 njegov naslednik Andrew Johnson pridružil pri poskusih za družbeno obnovo južnjaške družbe. Johnson, ki je bil po rodu iz Tennesseeja, se je v resnici izkazal za zaveznika poraženega razreda plantažnikov. Razvnel se je oster politični boj, med katerim so se republikanski radikalci združili v naporih za to, da bi črnci na Jugu dobili volilno pravico.
V 70. letih 19. st. so najjužnejše zvezne države z visokim odstotkom črnskega prebivalstva prvič v zgodovini ZDA poslale v kongres temnopolte poslance. Vendar so Severni volivci po nastopu gospodarske recesije 1873 izgubili zanimanje za obnovo dežele, republikanci pa so prepustili svoje Južne zaveznike rasistični belopolti večini. V 90. letih 19. st. so zakoni nekaterih držav temnopoltim odvzeli volilno pravico in vse do sredine 20. st. so ostali drugorazredni državljani.

## Industrijska velikanka
Med 1880 in 1900 so se ZDA razvile v industrijsko velesilo. Velika podjetja npr. US Steel, so izkoristila nova urbana tržišča za industrijske izdelke in surovine. Velikanska množica priseljencev, številni izmed njih iz vzhodne in južne Evrope, se je v dotlej neznanem številu zlivala v ZDA, da bi zasedla delovna mesta, ki jih je ustvarila povojna gospodarska rast. Do 1900 so imele ZDA skupaj 76,1 milijona prebivalcev ali več kot dvakrat toliko kot 30 let prej.
Prvotna nepomembna, kmetijsko usmerjena, majhna republika je bila tik pred tem, da zaigra vodilno vlogo v svetu. Leta 1867 so ZDA od Rusije kupile Aljasko, 1898 pa so po kratki vojni s Španijo prevzele oblast nad Portorikom, Kubo in Filipini. Z napadalnim vzponom svoje države na položaj velesile niso bili zadovoljni ravno vsi Američani, vendar ne oni ne nihče drug ni mogel zanikati dejstva, da so ZDA končno stopile na svetovni politični oder.